# Stenogale
Stenogale és un gènere extint de mamífers carnívors de la família dels fèlids que visqueren a Europa occidental durant l'Oligocè superior, fa entre 23 i 28,1 milions d'anys. Se n'han trobat restes fòssils a Alemanya, França (incloent-hi les fosforites del Carcí) i Suïssa. Era força semblant als seus parents d'avui en dia, amb caràcters com ara dents afilades, el musell curt, les dents premolars reduïdes i la desaparició de les dents molars. El nom genèric Stenogale significa ‘mostela estreta’.